# 라이베리아의 코로나19 범유행
다음은 라이베리아의 코로나19 범유행에 대한 글이다.

## 연혁
3월 16일, 라이베리아에서 첫 확진자가 발견되었다. 조지 웨아 대통령은 라이베리아의 첫 확진자가 스위스에서 열린 GCF 회의를 마치고 13일에 돌아온 환경보호국 간부급 직원인 나다니엘 블라마 박사가 코로나바이러스 확진을 받았다고 발표하였다.
두 번째 확진자는 2020년 3월 17일 발견되었으며, 첫 번째 확진자와 같이 일하는 국내 근로자로 확인되었다.
세 번째 확진자는 3월 20일에 발견되었다. 63세의 린다 로스이며, 최근 이탈리아에서 돌아왔다. 이 세 번째 확진자 이후로 보건부는 라이베리아에 국가 보건 비상사태를 선포했다.
2020년 3월 24일, 코트디부아르는 라이베리아와 기니와의 국경을 폐쇄하겠다고 발표했다.

## 원조
2020년 3월 18일 중국이 라이베리아에 의료 지원을 보냈다.

## 같이 보기
- 아프리카의 코로나19 범유행
- 나라별 코로나19 범유행